# Las Majadas
Las Majadas ist ein Ort und eine zentralspanische Gemeinde (municipio) mit 217 Einwohnern (Stand: 2024) im Norden der Provinz Cuenca in der Autonomen Region Kastilien-La Mancha. 

## Lage und Klima
Las Majadas liegt auf der Westseite des Iberischen Gebirges in einer Höhe von ca. 1400 m am Río Júcar, der die Gemeinde im Südwesten begrenzt. Die Provinzhauptstadt Cuenca befindet sich gut 28 Kilometer (Fahrtstrecke) südsüdwestlich. Das Klima im Winter ist gemäßigt, im Sommer dagegen warm bis heiß. Regen (698 mm/Jahr) fällt das ganze Jahr über.

## Bevölkerungsentwicklung
| Jahr      | 1970 | 1981 | 1991 | 2001 | 2011 | 2021 |
| Einwohner | 544  | 439  | 406  | 355  | 311  | 237  |

## Sehenswürdigkeiten

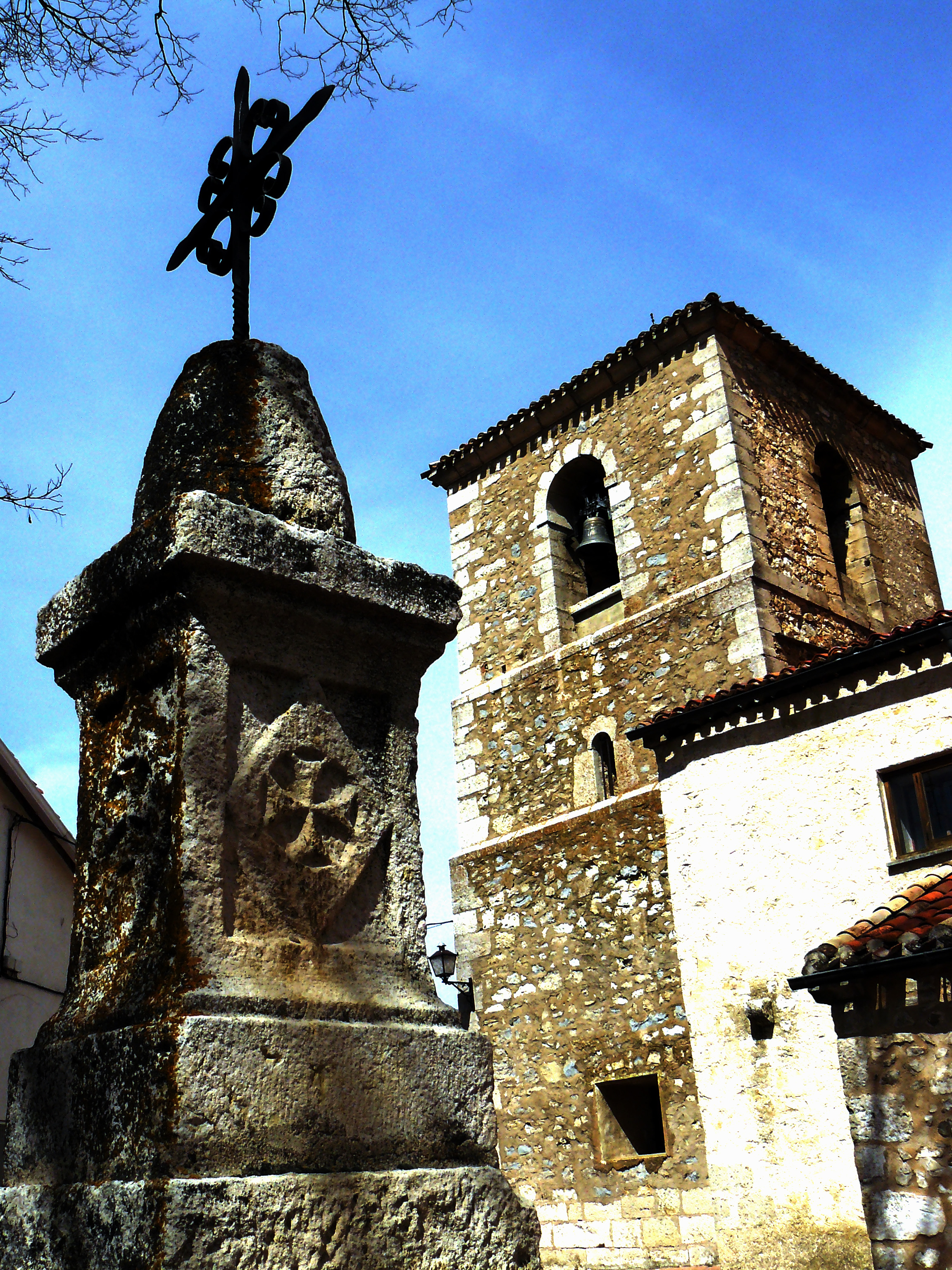
Marienkirche

- Marienkirche